# PSS (Pistole)
Die PSS (russisch ПСС: Пистолет Специальный Самозарядный, Pistolet Spezialni Samosarjadni, auf Deutsch: Selbstladende Spezialpistole) ist eine schallgedämpfte sowjetische Faustfeuerwaffe.

## Technik

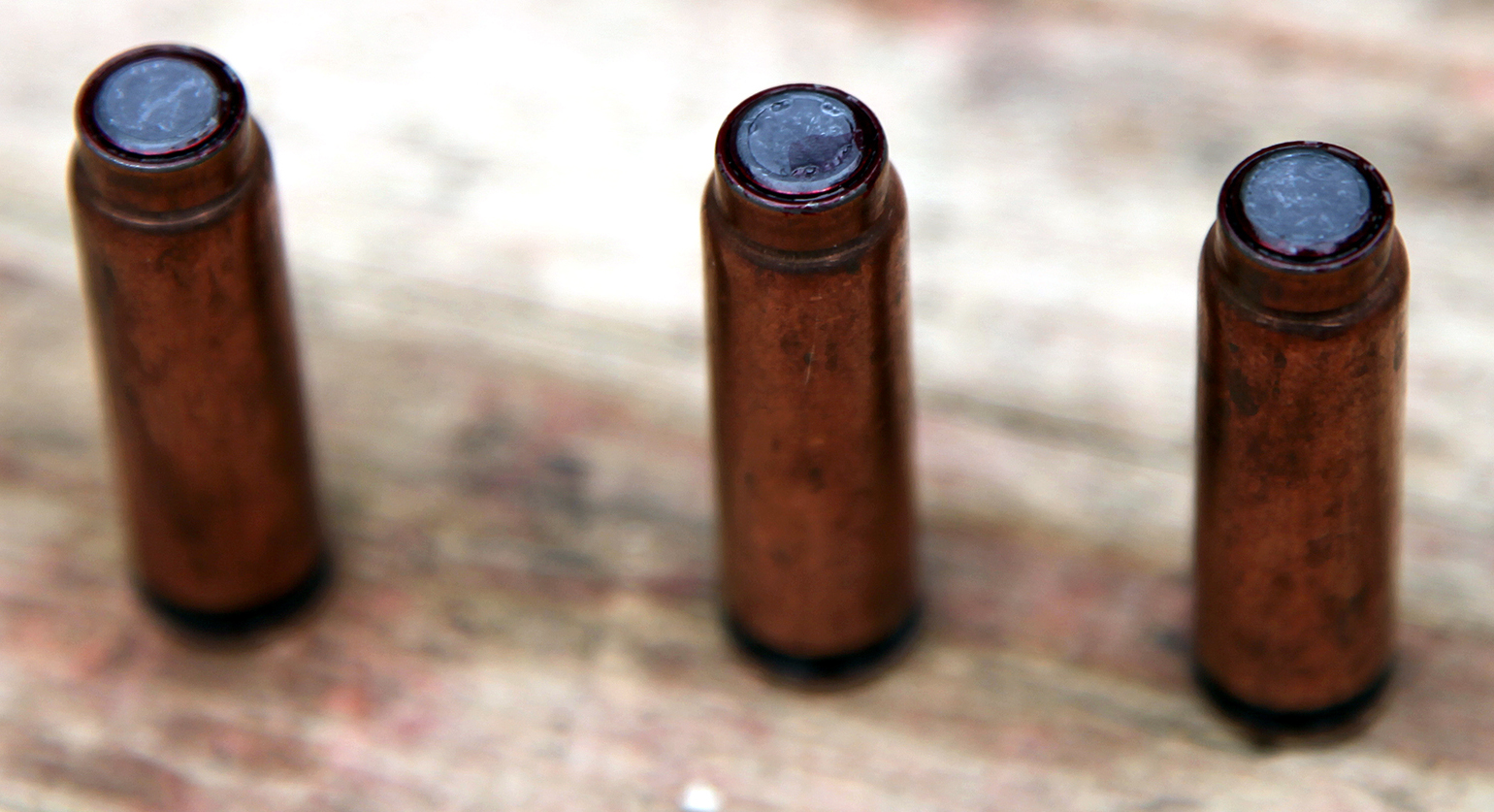
Scharfe SP-4-Patronen

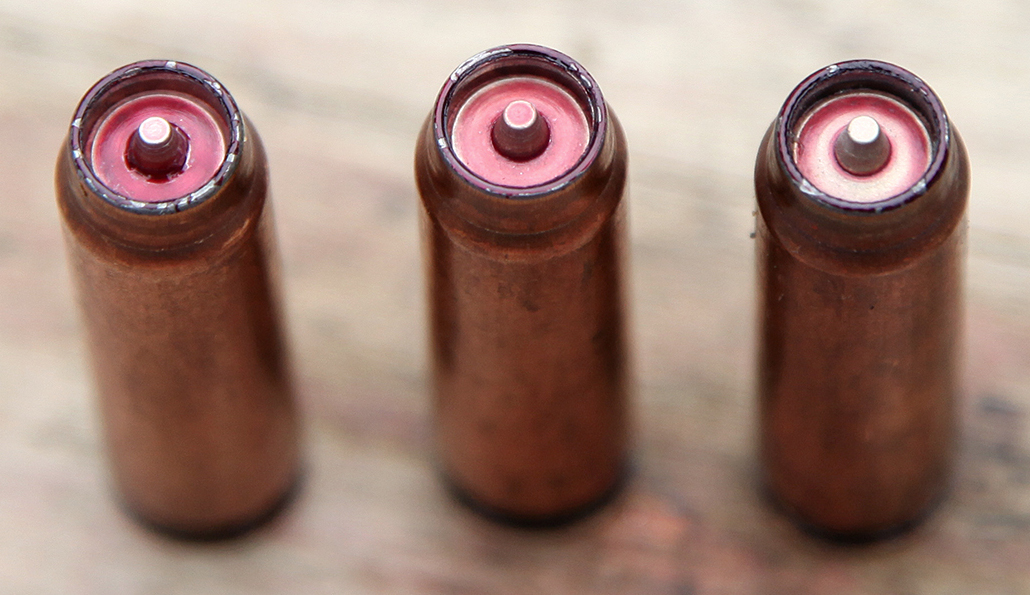
Abgefeuerte SP-4-Patronen

Kinematik der Gassiegelpatrone beim Abfeuern aus der PSS

Der laute Knall beim Abfeuern einer Schusswaffe wird verursacht durch die Zündung der Treibladung und die dadurch schlagartig freiwerdenden Gase. Zu diesem lauten Geräusch kommt der Knall des Geschosses hinzu, wenn es Überschallgeschwindigkeit erreicht. Die Mündungsgeschwindigkeit der hier verwendeten Munition ist weitaus niedriger als die des Schalls, womit eine Schallquelle beseitigt ist. Im Gegensatz zu konventionellen Pistolen, die Standardmunition verwenden, muss kein separater Schalldämpfer vor die Laufmündung montiert werden, um die explosionsartige Ausdehnung der Gase zu mildern. Die Pistole verschießt Spezialmunition des Typs SP-4, bei der die entstehenden Gase gar nicht erst die Hülse verlassen. Zwischen Geschoss und Treibladung liegt eine kolbenartige Dichtung, die das Geschoss herausstößt. Die Dichtung verbleibt dann in der Hülse und versiegelt sie vollständig. Die ausgeworfene Hülse steht somit unter hohem Druck. Mündungsfeuer entsteht dabei nicht; die Geräuschentwicklung ist vergleichsweise gering und entspricht laut Entwickler der eines Luftgewehrs. Im Umkehrschluss muss der Lauf recht kurz sein, da keine Pulvergase mehr von hinten Druck ausüben können.
Ungewöhnlich ist auch der Mechanismus der Waffe: beim Abfeuern der Waffe wird nicht nur der Verschluss zurückgeworfen, sondern auch das Patronenlager. Üblicherweise sind der gezogene Teil des Laufes und das Patronenlager ein einziges Bauteil, hier jedoch sind sie getrennt. Mit dem Lager ist etwas mehr Masse in Bewegung, um zuverlässig nachzuladen. Zudem hat das Lager seine eigene Schließfeder und wird getrennt vom Schlitten verzögert. Wenn der Schlitten also auf seinen hinteren Anschlag trifft, wird dadurch das entstehende Geräusch etwas gemindert.

## Entwicklung und Einsatz
Die PSS wurde als Ersatz für die Pistole PB erschaffen, eine schallgedämpfte Variante der Makarow im sowjetischen Standardkaliber 9 × 18 mm, deren Schalldämpfer die Gesamtlänge der Waffe verdoppelte. Andere Vorläufer-Modelle mit Spezialmunition wie die MSP waren kompakt und leise genug, waren jedoch nur zweischüssig und verfügten nicht über Wechselmagazine. Mit der PSS hingegen stand nun Spezialeinheiten eine sowohl leise als auch mehrschüssige Waffe zur Verfügung. Zuerst 1983 bei den Speznas eingesetzt, findet sie auch bei Einheiten des FSB und des MWD Verwendung bei verdeckten Operationen und Aufklärungsmissionen.
Vorteile
- kompakte Bauform, gut verdeckt zu tragen
- kein sperriger Schalldämpfer notwendig
- kein verräterisches Mündungsfeuer
- schwacher Rückstoß

Nachteile
- aufwändige Fertigung, teure Munition
- geringe Geschossenergie und Reichweite
- gängige Standardmunition ist nicht einsetzbar

## Varianten
Die PSS-2 ist eine weiterentwickelte Version im stärkeren Kaliber 7,62 × 45 mm SP-16.